# キム・ディール
キンバリー・アン・ディール（Kimberley Ann Deal、1961年6月10日 - ）は、アメリカ合衆国のミュージシャン、シンガーソングライター。ロックバンド、ピクシーズの元ベーシストとして最もよく知られる。他にもブリーダーズやアンプスでの活動で知られる。ブリーダーズのバンドメンバーであるケリー・ディールは双子の姉である。ローリング・ストーン誌が選んだ「史上最高のベーシスト50選」で第48位に選ばれている。

## 来歴

### 生い立ちから結婚まで
1961年、オハイオ州のデイトンに生まれ、AC/DCやレッド・ツェッペリンなどのハードロックを聴きながら育った。高校ではチアリーダーとして活動する傍ら双子の姉であるケリーとフォークロックバンドThe Breedersを結成し、キムはこの頃からソングライターとしての手腕を発揮するようになる。高校卒業後にオハイオ州立大学を含む計7校の大学に編入するが中退。その後、彼女の兄弟であるケヴィンを通じて、アメリカ空軍の防衛生産関係者だったジョン・マーフィーと1985年に結婚。マーフィーの故郷であるボストンに移り住んだ。

### ピクシーズ加入
1986年1月、The Phoenix紙に掲載されていたピクシーズのベーシスト募集広告を通じてバンドに加入する。彼女のメイン楽器はそれまでギターだったが、姉のケリーが所有していたベースギターを拝借する。ドラマーは夫の友人であるデイヴィッド・ラヴァリングが加入し、バンドは1987年にデビューを果たした。1989年リリースの2ndアルバム『ドリトル』発表後に彼女とブラック・フランシスの間に緊張状態が生まれ、バンドは一時的な活動休止期間に入る。

### ブリーダーズ結成とピクシーズ解散
1988年、スローイング・ミュージズとのヨーロッパツアー中に彼女は新曲を書き溜め、スローイング・ミュージズのギタリストであるタニヤ・ドネリーとサイド・プロジェクト結成を持ちかけ、これをきっかけにブリーダーズが結成される。バンドは制作したデモテープを4ADに送り、契約を結んだ。スコットランドのエディンバラにてレコーディングを行い、1990年5月に1stアルバム『ポッド』でデビューを果たす。『ポッド』のレコーディング終了後、キムはピクシーズのメンバーと合流するためアメリカに戻るが、バンドから解雇を言い渡される。その後他のメンバーは再びキムを呼び戻し、新作の制作を開始。ニューアルバム『ボサノバ』は8月にリリースされた。1991年にリリースされた4thアルバム『トゥロンプ・ル・モンド』のレコーディング過程でメンバー間の緊張状態が再び高まり、翌1992年にピクシーズは解散した。

### ブリーダーズの成功、アンプス
ピクシーズ解散の同年、双子の姉のケリー・ディールがブリーダーズにリードギタリストとして加入し、ドネリーがベリーを結成するためブリーダーズを脱退。1993年リリースの2ndアルバム『ラスト・スプラッシュ』はミリオンセラーを獲得するなど大ヒットを記録したが、ケリーがこの頃ヘロイン中毒のリハビリ施設に通い始め、バンドは活動を休止する。キムは休止期間中にアンプスを結成し唯一のアルバム『ペイサー』を1995年にリリースした。1996年のアンプス解散後も他アーティストの作品に参加するなどした。2000年にブリーダーズは再始動し、2002年に3rdアルバム『タイトルTK』を発表した。2003年にアルツハイマー病に罹った母を看護するためロサンゼルスから故郷のデイトンに戻った。

### ピクシーズ再結成以降
2004年にピクシーズは再結成し、バンドは北米やヨーロッパでツアーを行った。2008年4月にブリーダーズは4枚目のアルバム『マウンテン・バトルズ』をリリース。2012年12月、キムはオール・トゥモローズ・パーティーズの姉妹イベント「ナイトメア・ビフォア・クリスマス」にソロで出演し新曲を披露した。その後ソロデビューシングル「Walking with a Killer」を発表。2013年にブリーダーズはアルバム『ラスト・スプラッシュ』リリース時のラインナップで再始動し、アルバムリリース20周年を記念し北米、ヨーロッパ、オーストラリアでツアーを行った。同年にキムはピクシーズからの脱退を発表した。